# Gunther Tiersch
Gunther Tiersch (ur. 30 kwietnia 1954 w Ratzeburgu) – niemiecki wioślarz reprezentujący RFN, mistrz olimpijski.

## Kariera
Wystąpił na igrzyskach olimpijskich w Meksyku w 1968, gdzie osada RFN w składzie: Horst Meyer, Dirk Schreyer, Rüdiger Henning, Wolfgang Hottenrott, Lutz Ulbricht, Egbert Hirschfelder, Jörg Siebert, Niko Ott, Gunther Tiersch i Roland Böse zdobyła złoty medal w ósemkach. W finale o 0,98 sekundy wyprzedzili osadę Australii i o 2,11 sekundy osadę ZSRR. Był to jego jedyny start olimpijski.
Ponadto zwyciężył w ósemkach na mistrzostwach Europy w Vichy (1967). 
Podczas ceremonii otwarcia igrzysk olimpijskich w Monachium w 1972 zachodnioniemiecka ósemka wniosła flagę olimpijską na Olympiastadion München.
W 1968 odznaczony Srebrnym Liściem Laurowym, najwyższym sportowym odznaczeniem państwowym.
Zdobywał mistrzostwo kraju w ósemkach w latach 1967-1968. Studiował meteorologię na Wolnym Uniwersytecie Berlińskim, następnie uzyskał doktorat na Uniwersytecie Technicznym w Berlinie. W 1985 rozpoczął pracę w ZDF, a od 1987 do 2020 był prezenterem pogody w głównym wydaniu wiadomości.